# Duża Synagoga w Łęczycy
Duża Synagoga w Łęczycy – zbudowana w 1787 roku przy ulicy Kaliskiej 8. Była główną synagogą gminy żydowskiej w Łęczycy. Budowniczym synagogi był żydowski architekt Szmerke Józefowicz. 
Najnowsze ustalenia w sprawie dziejów synagogi opublikowano w wydanej w Łęczycy w 2012 r. książce "Historia Żydów łęczyckich na przestrzeni wieków", opracowanej przez historyków z Uniwersytetu Łódzkiego.

## Historia
W 1782 roku Żydzi uzyskali zezwolenie od biskupa gnieźnieńskiego Antoniego Ostrowskiego na budowę nowej synagogi, która miała stanąć na miejscu starej bożnicy. Synagoga słynęła ze swojego wspaniałego zespołu synagogalnego. 
W 1890 r. doszło do wypadku na babińcu synagogi - kobiety przestraszyły się przebranego za Borutę chłopca i ok. 40 z nich zadeptało się w panice. 
Podczas II wojny światowej hitlerowcy splądrowali, a następnie - w 1940 roku - spalili synagogę, której ruinę nakazali rozebrać Żydom - zachowały się fotografie z pożaru (hitlerowska widokówka "Brenende Synagoge") i z rozbiórki. Cegłę użyto na willę landrata. Po wojnie budynku synagogi nie odbudowano, obecnie na jej miejscu znajduje się skwer.
Z synagogą związany był słynny rabin Majer Malbim oraz uczeni - pisarze religijni rabini z rodziny Auerbachów (Zew Wolf, Chaim Auerbach vel Urbach, Orbach, Itzik Auerbach, Szlama i Lmizer), rabin Morgenstern i rabin - talmudysta Abraham Cwi Perlmutter - (późniejszy poseł na Sejm Ustawodawczy II RP). Ostatnim rabinem Łęczycy, zamordowanym przez hitlerowców, był Lmizer Auerbach, syn rabina Szlamy Auerbacha.
Do 1830 roku na murach miejskich obok synagogi znajdowała się tablica pamiątkowa upamiętniająca męczeńską śmierć ponad 1500 Żydów łęczyckich, wymordowanych przez wojska polskie pod dowództwem hetmana Czarnieckiego we wrześniu 1656 r.

## Architektura i wnętrze
Murowany, orientowany budynek synagogi wzniesiono na planie prostokąta. Znajdowała się przy dawnych murach miejskich, które służyły jako jedna ze ścian bożnicy. Bryłę synagogi rozczłonkowano szerokimi, parzystymi lizenami, połączonymi górą płaskimi łukami, między którymi znajdowały się okna. Po południowej stronie znajdowała się mała przybudówka, nakryta dachem dwuspadowym. Mieściła ona przedsionek i prawdopodobnie schody na babiniec. Cały korpus synagogi był przykryty dachem tzw. polskim.
Wnętrze synagogi było bardzo bogato zdobione, w sali głównej namalowane były kolorowe polichromie przedstawiające głównie sceny biblijne; zdobiły ją liczne świeczniki, odblaśnice oraz sprzęty liturgiczne, które wykonali miejscowi rzemieślnicy. Na wschodniej ścianie znajdował się przepiękny barokowy Aron ha-kodesz, przed którym znajdowała się również piękna bima. W sali głównej stały kunsztowne drewniane ławki.